# Лиштван Сергій Миколайович
Сергій Миколайович Лиштван (нар. 5 листопада 1970, Мінськ) — білоруський борець греко-римського стилю, триразовий переможець, дворазовий срібний і бронзовий призер чемпіонатів Європи, срібний призер Олімпійських ігор. Заслужений майстер спорту Республіки Білорусь з греко-римської боротьби.

## Біографія
Народився 1970 в Мінську. Батько був військовиком, тому вже у 1971 родина переїхала до міста Лісозаводськ Приморського краю РРФСР, але через три роки повернулася до Білорусі, де оселилася в місті Бобруйськ.
Боротьбою почав займатися з 1979 року у свого батька Миколи Лиштвана. З 1989 тренувався під керівництвом заслуженого тренера Білорусі Володимира Примака. Виступав за борцівський клуб «Динамо» Мінськ. 1991 виграв останній чемпіонат СРСР з греко-римської боротьби у вазі до 90 кг, вирвавши на останніх секундах у фінальній сутичці перемогу в майбутнього першого олімпійського чемпіона незалежної України В'ячеслава Олійника.
Після завершення спортивної кар'єри живе в Мінську — співробітник спеціального підрозділу по боротьбі з тероризмом «Алмаз» Міністерства внутрішніх справ Республіки Білорусь, майор міліції.
Багато років у Бобруйську проводиться юнацький турнір з греко-римської боротьби на призи Сергія Лиштвана.

## Спортивні результати на міжнародних змаганнях

### Виступи на Олімпіадах
| Змагання                                   | Збірна   | Вагова категорія                  | Місце  |
| ------------------------------------------ | -------- | --------------------------------- | ------ |
| Боротьба на літніх Олімпійських іграх 1996 | Білорусь | греко-римська боротьба, до 100 кг | Срібло |
| Боротьба на літніх Олімпійських іграх 2000 | Білорусь | греко-римська боротьба, до 97 кг  | 9      |
| Боротьба на літніх Олімпійських іграх 2004 | Білорусь | греко-римська боротьба, до 96 кг  | 12     |

### Виступи на Чемпіонатах світу
| Змагання                        | Збірна   | Вагова категорія                  | Місце |
| ------------------------------- | -------- | --------------------------------- | ----- |
| Чемпіонат світу з боротьби 1994 | Білорусь | греко-римська боротьба, до 100 кг | 4     |
| Чемпіонат світу з боротьби 1995 | Білорусь | греко-римська боротьба, до 100 кг | 8     |
| Чемпіонат світу з боротьби 1998 | Білорусь | греко-римська боротьба, до 97 кг  | 21    |
| Чемпіонат світу з боротьби 1999 | Білорусь | греко-римська боротьба, до 97 кг  | 19    |
| Чемпіонат світу з боротьби 2001 | Білорусь | греко-римська боротьба, до 97 кг  | 17    |
| Чемпіонат світу з боротьби 2002 | Білорусь | греко-римська боротьба, до 96 кг  | 24    |

### Виступи на Чемпіонатах Європи
| Змагання                         | Збірна   | Вагова категорія                  | Місце  |
| -------------------------------- | -------- | --------------------------------- | ------ |
| Чемпіонат Європи з боротьби 1993 | Білорусь | греко-римська боротьба, до 90 кг  | 4      |
| Чемпіонат Європи з боротьби 1994 | Білорусь | греко-римська боротьба, до 100 кг | 4      |
| Чемпіонат Європи з боротьби 1995 | Білорусь | греко-римська боротьба, до 100 кг | Бронза |
| Чемпіонат Європи з боротьби 1996 | Білорусь | греко-римська боротьба, до 100 кг | Золото |
| Чемпіонат Європи з боротьби 1998 | Білорусь | греко-римська боротьба, до 97 кг  | Золото |
| Чемпіонат Європи з боротьби 2000 | Білорусь | греко-римська боротьба, до 97 кг  | Золото |
| Чемпіонат Європи з боротьби 2001 | Білорусь | греко-римська боротьба, до 130 кг | 10     |
| Чемпіонат Європи з боротьби 2002 | Білорусь | греко-римська боротьба, до 96 кг  | Срібло |
| Чемпіонат Європи з боротьби 2004 | Білорусь | греко-римська боротьба, до 96 кг  | Срібло |

### Виступи на інших змаганнях
| Змагання                                                          | Збірна   | Вагова категорія                 | Місце  |
| ----------------------------------------------------------------- | -------- | -------------------------------- | ------ |
| Ігри Балтійського моря 1997                                       | Білорусь | греко-римська боротьба, до 97 кг | Золото |
| Тестовий турнір FILA 1998                                         | Білорусь | греко-римська боротьба, до 97 кг | Золото |
| Олімпійський кваліфікаційний турнір з боротьби 2000 (Фаенца)      | Білорусь | греко-римська боротьба, до 97 кг | Золото |
| Олімпійський кваліфікаційний турнір з боротьби 2000 (Ташкент)     | Білорусь | греко-римська боротьба, до 97 кг | 7      |
| Олімпійський кваліфікаційний турнір з боротьби 2000 (Александрія) | Білорусь | греко-римська боротьба, до 97 кг | Золото |
| Гран-прі Німеччини з боротьби 2002                                | Білорусь | греко-римська боротьба, до 96 кг | 5      |
| Олімпійський кваліфікаційний турнір з боротьби 2004 (Ташкент)     | Білорусь | греко-римська боротьба, до 96 кг | Срібло |